# Vienna, Illinois
Vienna là một thành phố thuộc quận Johnson, tiểu bang Illinois, Hoa Kỳ. Năm 2010, dân số của thành phố này là 1434 người.

## Dân số
Dân số qua các năm:
- Năm 2000: 1234 người.
- Năm 2010: 1434 người.